# Natación en los Juegos Olímpicos de Pekín 2008 – 100 metros estilo mariposa masculino
El evento de 100 metros estilo mariposa masculino de natación en los Juegos Olímpicos de Pekín 2008 tuvo lugar el 15 y 16 de agosto en el Centro Acuático Nacional de Pekín.

## Récords
Antes de esta competición, el récord mundial y olímpico existentes eran los siguientes:
| Récord mundial  | Ian Crocker    | 50,40 | Montreal, Canadá | 30 de julio de 2005  |
| Récord olímpico | Michael Phelps | 51,25 | Atenas, Grecia   | 16 de agosto de 2004 |

Los siguientes récords se establecieron durante la competición:
| Fecha        | Ronda   | Nombre         | País           | Tiempo | Récord |
| ------------ | ------- | -------------- | -------------- | ------ | ------ |
| 14 de agosto | Serie 7 | Jason Dunford  | Kenia          | 51,14  | RO     |
| 14 de agosto | Serie 9 | Milorad Čavić  | Serbia         | 50,76  | RO     |
| 16 de agosto | Final   | Michael Phelps | Estados Unidos | 50,58  | RO     |

## Resultados

### Series
| Pos. | Serie | Calle | Nombre                     | País                 | Tiempo | Notas |
| ---- | ----- | ----- | -------------------------- | -------------------- | ------ | ----- |
| 1    | 9     | 5     | Milorad Čavić              | Serbia               | 50,76  | C, RO |
| 2    | 9     | 4     | Michael Phelps             | Estados Unidos       | 50,87  | C     |
| 3    | 9     | 7     | Andriy Serdinov            | Ucrania              | 51,10  | C, RN |
| 4    | 7     | 5     | Jason Dunford              | Kenia                | 51,14  | C, AF |
| 5    | 9     | 2     | Peter Mankoč               | Eslovenia            | 51,24  | C, RN |
| 6    | 7     | 3     | Andrew Lauterstein         | Australia            | 51,37  | C, OC |
| 7    | 7     | 7     | Takuro Fujii               | Japón                | 51,50  | C, AS |
| 8    | 8     | 5     | Albert Subirats            | Venezuela            | 51,71  | C, RN |
| 9    | 8     | 1     | Corney Swanepoel           | Nueva Zelanda        | 51,78  | C, RN |
| 10   | 6     | 2     | Sergiy Breus               | Ucrania              | 51,82  | C     |
| 11   | 7     | 4     | Frédérick Bousquet         | Francia              | 51,83  | C     |
| 12   | 6     | 8     | Shi Feng                   | China                | 51,87  | C     |
| 13   | 8     | 4     | Ian Crocker                | Estados Unidos       | 51,95  | C     |
| 14   | 7     | 2     | Ryan Pini                  | Papúa Nueva Guinea   | 52,00  | C, RN |
| 15   | 5     | 3     | Lyndon Ferns               | Sudáfrica            | 52,04  | C     |
| 16   | 9     | 6     | Kaio de Almeida            | Brasil               | 52,05  | C     |
| 17   | 8     | 7     | Adam Pine                  | Australia            | 52,07  |       |
| 18   | 6     | 6     | Lars Frölander             | Suecia               | 52,15  |       |
| 19   | 4     | 3     | Jakob Andkjaer             | Dinamarca            | 52,24  |       |
| 20   | 5     | 5     | Mario Todorović            | Croacia              | 52,26  | RN    |
| 20   | 7     | 1     | Nikolái Skvortsov          | Rusia                | 52,26  |       |
| 20   | 9     | 1     | Robin van Aggele           | Países Bajos         | 52,26  |       |
| 23   | 8     | 6     | Gabriel Mangabeira         | Brasil               | 52,28  |       |
| 24   | 8     | 3     | Yevgueni Korotyshkin       | Rusia                | 52,30  |       |
| 25   | 4     | 4     | Sotirios Pastras           | Grecia               | 52,41  | RN    |
| 26   | 9     | 3     | Masayuki Kishida           | Japón                | 52,45  |       |
| 27   | 6     | 4     | Michael Rock               | Reino Unido          | 52,48  |       |
| 28   | 4     | 6     | Ioan Gherghel              | Rumania              | 52,50  | RN    |
| 29   | 6     | 5     | Todd Cooper                | Reino Unido          | 52,52  |       |
| 30   | 8     | 2     | Rafael Muñoz               | España               | 52,53  |       |
| 31   | 8     | 8     | Christophe Lebon           | Francia              | 52,56  |       |
| 32   | 6     | 3     | Moss Burmester             | Nueva Zelanda        | 52,67  |       |
| 33   | 5     | 1     | Simão Morgado              | Portugal             | 52,80  | RN    |
| 34   | 3     | 2     | Rimvydas Šalčius           | Lituania             | 52,90  | RN    |
| 34   | 7     | 8     | Joe Bartoch                | Canadá               | 52,90  |       |
| 36   | 3     | 4     | Alon Mandel                | Israel               | 52,99  | RN    |
| 37   | 5     | 2     | François Heersbrandt       | Bélgica              | 53,33  |       |
| 38   | 5     | 8     | Douglas Lennox-Silva       | Puerto Rico          | 53,34  | RN    |
| 39   | 5     | 6     | Adam Sioui                 | Canadá               | 53,38  |       |
| 40   | 5     | 4     | Ivan Lenđer                | Serbia               | 53,41  |       |
| 41   | 9     | 8     | Benjamin Starke            | Alemania             | 53,50  |       |
| 42   | 4     | 1     | Michal Rubáček             | República Checa      | 53,53  | RN    |
| 43   | 5     | 7     | Yevgeniy Lazuka            | Bielorrusia          | 53,54  |       |
| 44   | 7     | 6     | Thomas Rupprath            | Alemania             | 53,56  |       |
| 45   | 4     | 2     | Juan Veloz                 | México               | 53,58  |       |
| 46   | 6     | 7     | Octavio Alesi              | Venezuela            | 53,58  |       |
| 47   | 6     | 1     | Alexei Puninski            | Croacia              | 53,65  |       |
| 48   | 4     | 8     | Ryan Gambin                | Malta                | 53,70  |       |
| 49   | 3     | 3     | Jeremy Knowles             | Bahamas              | 53,72  | RN    |
| 50   | 3     | 1     | Adam Madarassy             | Hungría              | 53,93  |       |
| 51   | 2     | 5     | Shaune Fraser              | Islas Caimán         | 54,08  |       |
| 52   | 3     | 8     | Hjortur Mar Reynisson      | Islandia             | 54,17  |       |
| 53   | 3     | 7     | Camilo Becerra             | Colombia             | 54,27  |       |
| 54   | 2     | 4     | Daniel Bego                | Malasia              | 54,38  |       |
| 55   | 2     | 2     | Gordon Touw Ngie Tjouw     | Surinam              | 54,54  |       |
| 56   | 2     | 6     | Rustam Khudiyev            | Kazajistán           | 54,62  |       |
| 57   | 4     | 7     | Ankur Poseria              | India                | 54,74  |       |
| 58   | 3     | 5     | Onur Uras                  | Turquía              | 54,79  |       |
| 59   | 1     | 3     | Andrejs Dūda               | Letonia              | 55,20  |       |
| 60   | 3     | 6     | Georgi Palazov             | Bulgaria             | 55,25  |       |
| 61   | 2     | 3     | Ahmed Nada                 | Egipto               | 55,59  |       |
| 61   | 2     | 1     | Bader Abdulrahman Almuhana | Arabia Saudita       | 55,59  |       |
| 63   | 1     | 4     | Luis Matias                | Angola               | 57,06  |       |
| 64   | 2     | 7     | Nedim Nišić                | Bosnia y Herzegovina | 57,16  |       |
| 65   | 1     | 5     | Marco Camargo              | Ecuador              | 57,48  |       |
| 66   | 4     | 5     | Mattia Nalesso             | Italia               | NE     |       |

### Semifinales

#### Semifinal 1
| Pos. | Calle | Nombre             | País               | Tiempo | Notas |
| ---- | ----- | ------------------ | ------------------ | ------ | ----- |
| 1    | 4     | Michael Phelps     | Estados Unidos     | 50,97  | C     |
| 2    | 3     | Andrew Lauterstein | Australia          | 51,27  | C, OC |
| 3    | 5     | Jason Dunford      | Kenia              | 51,33  | C     |
| 4    | 1     | Ryan Pini          | Papúa Nueva Guinea | 51,62  | C, RN |
| 5    | 7     | Shi Feng           | China              | 51,68  | RN    |
| 6    | 6     | Albert Subirats    | Venezuela          | 51,82  |       |
| 7    | 2     | Sergiy Breus       | Ucrania            | 52,05  |       |
| 8    | 8     | Kaio de Almeida    | Brasil             | 52,32  |       |

#### Semifinal 2
| Pos. | Calle | Nombre             | País           | Tiempo | Notas |
| ---- | ----- | ------------------ | -------------- | ------ | ----- |
| 1    | 4     | Milorad Čavić      | Serbia         | 50,92  | C     |
| 2    | 1     | Ian Crocker        | Estados Unidos | 51,27  | C     |
| 3    | 5     | Andriy Serdinov    | Ucrania        | 51,41  | C     |
| 4    | 6     | Takuro Fujii       | Japón          | 51,59  | C     |
| 5    | 3     | Peter Mankoč       | Eslovenia      | 51,80  |       |
| 6    | 2     | Corney Swanepoel   | Nueva Zelanda  | 52,01  |       |
| 7    | 8     | Lyndon Ferns       | Sudáfrica      | 52,18  |       |
| 8    | 7     | Frédérick Bousquet | Francia        | 52,94  |       |

### Final
| Pos.                                | Calle | Nombre             | País               | Tiempo | Notas |
| ----------------------------------- | ----- | ------------------ | ------------------ | ------ | ----- |
| Medalla de oro, Juegos Olímpicos    | 5     | Michael Phelps     | Estados Unidos     | 50,58  | RO    |
| Medalla de plata, Juegos Olímpicos  | 4     | Milorad Čavić      | Serbia             | 50,59  | EU    |
| Medalla de bronce, Juegos Olímpicos | 3     | Andrew Lauterstein | Australia          | 51,12  | OC    |
| 4                                   | 6     | Ian Crocker        | Estados Unidos     | 51,13  |       |
| 5                                   | 2     | Jason Dunford      | Kenia              | 51,47  |       |
| 6                                   | 1     | Takuro Fujii       | Japón              | 51,50  | AS    |
| 7                                   | 7     | Andrii Serdinov    | Ucrania            | 51,59  |       |
| 8                                   | 8     | Ryan Pini          | Papúa Nueva Guinea | 51,86  |       |

- Datos: Q579227